# Sinagoga de Kabul
La sinagoga de Kabul, conocida por los lugareños como la «Mezquita judía», es una sinagoga judía en desuso en Kabul, Afganistán. Fue construida en la década de 1960, cuando la población judía de Afganistán se contaba por miles. La sinagoga se deterioró durante la segunda mitad del siglo XX debido a la emigración de la población judía del país, los daños durante la Segunda Guerra Civil Afgana y la persecución de los talibanes.
En los primeros años del siglo XXI, la sinagoga fue el hogar de Zablon Simintov y Yitzhak Levin, que se cree que son los dos últimos judíos en Afganistán, quienes se desempeñaron como cuidadores de la sinagoga. Levin murió en la sinagoga en 2005 y Simintov fue evacuado de Afganistán en 2021 después de que los talibanes tomaran el control del país.

## Descripción e historia temprana
En 1948, la población judía de Afganistán ascendía a aproximadamente 5000 personas. A principios de la década de 1960, la comunidad construyó una sinagoga alrededor de un pequeño patio en el centro de Kabul. El edificio de dos pisos tiene dos santuarios y fue dedicado el 29 de marzo de 1966. La puerta de la sinagoga estaba hecha de hierro corrugado y cargada con estrellas de David. También hay un cementerio judío en las afueras de la ciudad donde, según los informes, están enterradas 1000 personas.
En la década de 1960, gran parte de la población judía había emigrado en busca de mejores oportunidades económicas en los Estados Unidos e Israel. En ese momento, Afganistán era el único país del mundo musulmán que permitía a los judíos emigrar y conservar su ciudadanía.

## Finales delsigloXX
El último rabino del país huyó en 1988 y los últimos servicios de oración formales se llevaron a cabo en la sinagoga en 1990. A mediados de la década de 1990, Zablon Simintov se mudó a la sinagoga, para entonces la única sinagoga en funcionamiento de Kabul, después de que su casa fuera dañada durante la Segunda Guerra Civil Afgana. Los talibanes llegaron al poder en 1996 y la sinagoga estaba abandonada y en mal estado. La guerra civil dejó gran parte de Kabul en ruinas y, esencialmente, todos los judíos del país habían abandonado Afganistán. Después de un breve período en Turkmenistán, Simintov regresó a Kabul en 1998 o 1999 y fue el cuidador interno de la sinagoga. También operaba un negocio de alfombras fuera de la sinagoga.
Los talibanes consideraron que la sinagoga no era islámica y, como tal, saquearon la sinagoga. El régimen arrestó con frecuencia a Simintov y a su compañero residente Yitzhak Levin como parte del esfuerzo del gobierno islamista para eliminar los vestigios de influencias no islámicas de Afganistán. En 1998, los talibanes confiscaron casi todos los artículos de valor de la sinagoga, como un yad de plata para leer la Torá y cuatro campanas de plata. Un comandante talibán no identificado, que según los informes fue detenido más tarde en el centro de detención de Guantánamo, confiscó el rollo de la Torá de la sinagoga que se estima que tiene 400 años.
Simintov y Levin discutían con frecuencia sobre quién era el propietario legítimo de la sinagoga y vivían en diferentes alas de la sinagoga. Cada uno se quejaba a los talibanes del otro, hasta el punto de que los talibanes encarcelaron a ambos hombres.

## sigloXXI
Para disfrazar la sinagoga desde el exterior, Simintov operó un restaurante de kebab desde el edificio llamado Balkh Bastan (Antiguo Balkh) a partir de 2009. Levin vivió en la planta baja hasta su muerte en 2005, cuando Simintov se convirtió en el último judío que se creía que estaba en Afganistán y el único cuidador residente de la sinagoga. Cada Sabbat, Simintov leía la Torá de la bimá de la sinagoga. Simintov salió de Afganistán en 2021.